# Ninox connivens
Ninox connivens е вид птица от семейство Совови (Strigidae).

## Разпространение
Видът е разпространен в Австралия, Индонезия и Папуа Нова Гвинея.